# Dioszkuroszok

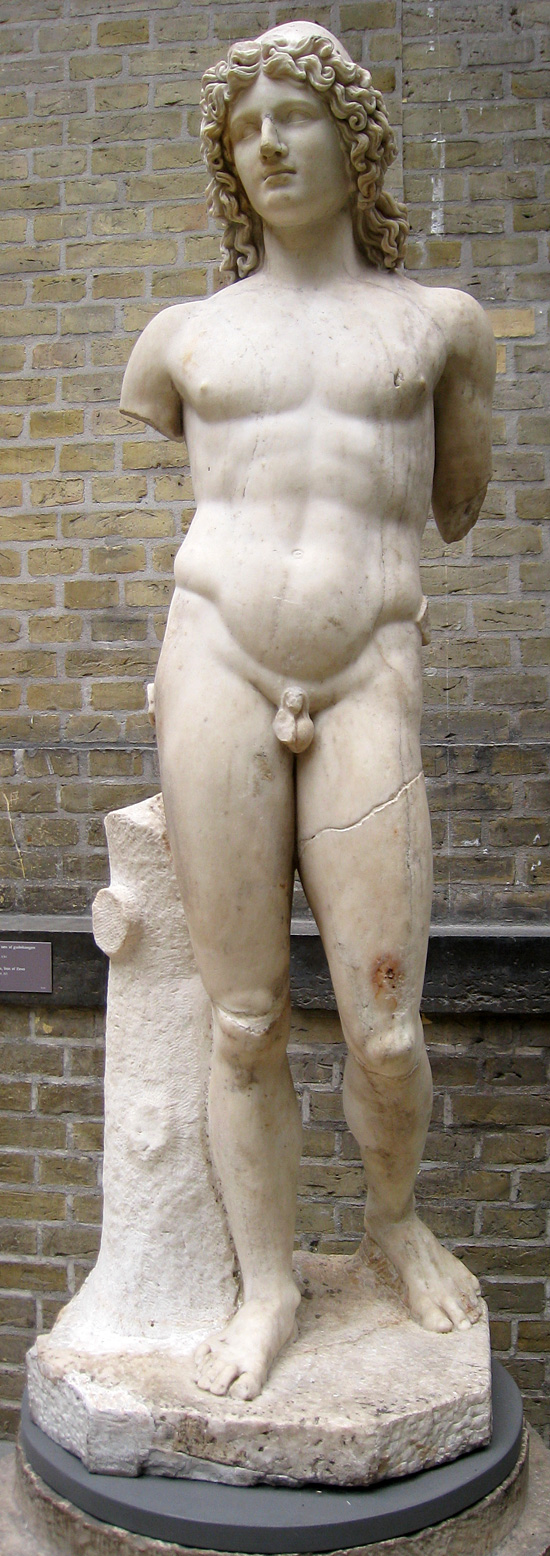
A dioszkuroszok egyike

A dioszkuroszok (dioszkuruszok) spártai királyfiak, Tündareósz király és Léda két ikerfia, Kasztór és Polüdeukész (Κάστωρ, Πολυδεύκης). Nevük azt jelenti, hogy Zeusz-fiak, mert nővéreikhez, Helenéhez és Klütaimnésztrához hasonlóan egyiküket (ez volt Polüdeukész) Zeusz nemzette, aki ezért halhatatlan lett, míg a másik, Tündareósz fia, Kasztór halandónak született. 

## A mitológiában
Polüdeukész (Pollux) roppant erejével és ökölvívó tudományával tűnt ki, Kasztór (Castor) pedig felülmúlhatatlan volt kocsihajtásban és vadlovak megfékezésében. A két hős példás testvéri szeretettel ragaszkodott egymáshoz. Együtt vettek részt egy sor hősi vállalkozásban, az argonauták útján, a kalüdóni vadkanvadászaton (lásd Meleagrosz) s Héraklész harcostársaiként az amazonok elleni háborúban; együtt szerezték vissza húgukat, Helenét, amikor Thészeusz elrabolta. Unokafivéreikkel, Lünkeusszal és Idasszal (Aphareusz fiaival) együtt raboltak marhákat, és mivel az osztozáson azok becsapták őket, bosszúból elragadták cinkosaik jegyeseit, Leukipposz lányait. Az ezt követő csetepatéban Kasztór életét vesztette; Polüdeukész ekkor le akart mondani a halhatatlanságról, amely örökre elválasztotta volna szeretett fivérétől. Zeusz végül úgy döntött, hogy a két ikertestvér együtt maradhat, ha megosztoznak a halhatatlanságon, és egyik nap az égben, a másik nap az alvilágban élnek. (Euripidész szerint fél évig az égben, fél évig az alvilágban.)

## A kultúrában
Emléküket őrzi az égen az Ikrek csillagkép. 
Az ókori hajósok róluk nevezték el az árbócok csúcsán néha megjelenő fénytüneményt (ma Szent Elmo tüze), s úgy tartották, hogy ha ikerlángként jelenik meg, az a vihar közeli végét jelenti, ezért aztán az ikerpár a tengerjárók pártfogója lett – emellett Kasztór a lovaskatonáké is.
A római mondák szerint ők segítették győzelemre a köztársaságot Lucius Tarquinius Superbus ellenében i. e. 496-ban, ezért jelentős kultuszuk alakult ki. Templomuk Rómában, a Forum Romanumon áll, Vesta templomától nyugatra.
A művészetek legkülönfélébb ágaiban számtalanszor feldolgozták történetüket, megjelenítették alakjukat.

### Képzőművészet
- A római Quirinale-tér közepén álló szökőkutat (Fontana dei Dioscuri) díszítik szobraik
- A római Campidoglio térre vezető Cordonata lépcső tetejének két oldalán állnak szobraik
- Peter Paul Rubens: Leukipposz lányainak elrablása, 1618, (München, Alte Pinakothek)

### Irodalmi feldolgozások
- Beneken Antal: Castor et Pollux, 1727,
- Szigligeti Ede: Castor és Pollux, 1854 (vígjáték),

### A zenében
- Jean-Philippe Rameau: Castor és Pollux, 1737 (opera, egyik legsikeresebb műve, 1757-ben átdolgozta),
- Georg Joseph Vogler: Castor és Pollux (opera)
- Carl Maria von Weber: Nyolc variáció a „Castor et Pollux" balett egy témájára, op. 5 (1804)